# Kezdeti σ-algebra
A kezdeti σ-algebra a matematikában a mértékelmélet egy fogalma. Arra használják, hogy σ-algebrát hozzanak létre  olyan tereken, amelyeken eredetileg nem volt struktúra. Speciális esetei a nyom-σ-algebra és a szorzat-σ-algebra. Szorosan összetartozik a kezdeti topológiával. Ez a legnagyobb σ-algebra, ahol függvények egy halmaza mérhető. Nevezik úgy is, mint függvények által generált σ-algebra, így a valószínűségi változók által generált σ-algebrák is kezdeti σ-algebrák. A generált algebra megnevezés nem egyértelmű, mivel halmazrendszerekkel is generálható σ-algebra.

## Definíció
Adva legyenek az {\displaystyle f_{i}\colon \Omega \to \Omega _{i}} leképezések, és mértékterek egy {\displaystyle (\Omega _{i},{\mathcal {A}}_{i})} családja egy nemüres {\displaystyle I} indexhalmazzal. Ekkor az 
{\displaystyle {\mathcal {I}}(f_{i},\,i\in I):=\sigma \left(\bigcup _{i\in I}f_{i}^{-1}({\mathcal {A}}_{i})\right)}
σ-algebra {\displaystyle \Omega }-n az {\displaystyle (f_{i})_{i\in I}} leképezések kezdeti σ-algebrája, vagy az {\displaystyle (f_{i})_{i\in I}} által generált  σ-algebra.

## Példák
- Legyen {\displaystyle f\colon \Omega \to \Omega '} leképezés, ahol {\displaystyle (\Omega ',{\mathcal {A}}')} mértéktér, ekkor {\displaystyle f^{-1}({\mathcal {A}}')}  σ-algebra, és {\displaystyle {\mathcal {I}}(f)=f^{-1}({\mathcal {A}}')}. Ha például {\displaystyle f} konstans függvény, akkor {\displaystyle {\mathcal {I}}(f)} az {\displaystyle \{\emptyset ,\Omega \}} triviális σ-algebra.  Az {\displaystyle A\subset \Omega } részhalmaz {\displaystyle \chi _{A}} indikátorfüggvénye  esetén {\displaystyle {\mathcal {I}}(\chi _{A})=\{\emptyset ,A,A^{\mathsf {c}},\Omega \}}.
- {\displaystyle X\subset Y} és {\displaystyle (Y,{\mathcal {A}})} mértéktér, ahol {\displaystyle i\colon X\to Y,\,i(x)=x} a természetes beágyazás,  akkor a kezdeti σ-algebra éppen a nyom σ-Algebra: {\displaystyle {\mathcal {I}}(i)={\mathcal {A}}|_{X}}.
- {\displaystyle \textstyle \Omega =\prod _{i\in I}\Omega _{i}} az {\displaystyle \Omega _{i}} halmazok Descartes-szorzata egy nemüres {\displaystyle I} indexhalmazzal  és {\displaystyle (\Omega _{i},{\mathcal {A}}_{i})} mértéktér. Legyenek az {\displaystyle \pi _{i}\colon \Omega \to \Omega _{i},\,\pi _{i}(\omega )=\omega _{i}} leképezések vetületek az {\displaystyle i}-edik komponensre, ekkor a vetületek kezdeti σ-algebrája éppen a  {\displaystyle {\mathcal {A}}_{i}} szorzat σ-algebrája :

{\displaystyle {\mathcal {I}}(\pi _{i},\,i\in I)=\bigotimes _{i\in I}{\mathcal {A}}_{i}}.

## Tulajdonságok
- A kezdeti σ-algebra definíció szerint a legkisebb σ-algebra {\displaystyle \Omega }-n, amire az {\displaystyle (f_{i})_{i\in I}} függvények mérhetők.
- Ha {\displaystyle {\mathcal {E}}_{i}} az {\displaystyle {\mathcal {A}}_{i}} halmazok generátorai, akkor {\displaystyle \bigcup _{i\in I}f_{i}^{-1}({\mathcal {E}}_{i})} az {\displaystyle {\mathcal {I}}(f_{i},\,i\in I)} generátora.

## Alkalmazása
Kezdeti σ-algebrákat használnak például a valószínűségszámításban a valószínűségi változók függetlenségének definiálására. Két valószínűségi változó független, ha  kezdeti σ-algebráik független halmazrendszerek.

## Fordítás
- Ez a szócikk részben vagy egészben  az   Initial-σ-Algebra című német Wikipédia-szócikk fordításán alapul.  Az eredeti cikk szerkesztőit annak laptörténete sorolja fel. Ez a jelzés csupán a megfogalmazás eredetét és a szerzői jogokat jelzi, nem szolgál a cikkben szereplő információk forrásmegjelöléseként.